# Klaus Michael Grüber
Klaus Michael Grüber (* 4. Juni 1941 in Neckarelz; † 22. Juni 2008 in Belle-Île, Bretagne, Frankreich) war ein deutscher Regisseur und Schauspieler.

## Theater
Grüber – Sohn des badischen Pfarrers Otto Grüber und jüngerer Bruder von Martin Grüber – erlernte nach zweijährigem Schauspielunterricht in Stuttgart, u. a. bei Siegfried Melchinger, ab 1962 sein Metier als Regieassistent und Mitarbeiter von Giorgio Strehler am Piccolo Teatro di Milano. Sein Regiedebüt gab er dort 1967 mit Brechts Il processo di Giovanna d'Arco a Rouen – 1431 (Der Prozess der Jeanne d’Arc zu Rouen) (Bühnenbild und Kostüme: Ezio Frigerio; Musik: Fiorenzo Carpi). 1969 inszenierte er an dem Theater Off Limits von Arthur Adamov (Bühnenbild: Eduardo Arroyo).
Grüber inszenierte danach u. a. am Schauspielhaus Zürich, in Freiburg im Breisgau, in Bremen (1969 William Shakespeares Der Sturm), in Stuttgart (1970 Heinrich von Kleists Penthesilea), in Düsseldorf (1972 Adamovs Off Limits) und in Frankfurt am Main (für Bertolt Brechts Im Dickicht der Städte) sowie in Berlin an der – seinerzeitigen – Schaubühne am Halleschen Ufer, wo seine Inszenierung von Ödön von Horváths Geschichten aus dem Wiener Wald am 18. August 1972 Premiere hatte. An der Schaubühne lernte Grüber die Regieassistentin Ellen Hammer kennen, die von da an regelmäßige Regiemitarbeiterin seiner Inszenierungen wurde. Weitere, für europaweites Aufsehen sorgende Berliner Regiearbeiten Grübers folgten – so 1974 Euripides’ Die Bakchen (Bühnenbild: Gilles Aillaud, Eduardo Arroyo), 1975 Empedokles – Hölderlin lesen (Bühnenbild: Antonio Recalcati) sowie 1977 Winterreise im Olympiastadion, Textfragmente aus Hölderlins Roman Hyperion oder der Eremit in Griechenland (Bühnenbild: Recalcati).
Dabei bildete sich ein Ensemble von Schauspielern heraus, mit denen Grüber bevorzugt arbeitete, darunter Bruno Ganz, Jutta Lampe, Angela Winkler und Otto Sander. Obwohl in der Öffentlichkeit nahezu nicht präsent, avancierte Grüber zu einem zweiten Fixstern der Schaubühne neben Peter Stein. In den frühen 1980er Jahren war Grüber am Theater der Freien Volksbühne in Berlin tätig, wo er eine verzaubert-poetische Version von Luigi Pirandellos Sechs Personen suchen einen Autor (Bühnenbild: Titina Maselli) sowie einer Inszenierung von Faust von Johann Wolfgang Goethe (Bühnenbild: Aillaud), die mit ihrer radikalen Reduktion des Stoffes für Widerspruch von Seiten einiger Zuschauer sorgte. Die Hauptrolle wurde von Bernhard Minetti gespielt, der mit Grüber bereits 1973 Samuel Becketts Das letzte Band in Bremen erarbeitet hatte. Dieser begleitete den Regisseur auch 1982 bei Hamlet (Schaubühne am Lehniner Platz; Bühnenbild: Aillaud; Titelrolle: Ganz; Minetti als erster Schauspieler) und verkörperte die Hauptrolle in König Lear (Schaubühne 1985; Bühnenbild: Aillaud; Kostüme: Dagmar Niefind).
Weitere Berliner Arbeiten Grübers, die zum Teil bei Gastspielen europaweit gezeigt wurden, waren Anton Tschechows An der großen Straße (Bühnenbild: Aillaud), Eugène Labiches Die Affaire Rue de Lourcine (Bühnenbild: Francis Biras; Kostüme: Moidele Bickel; mit Udo Samel und Peter Simonischek) und Heinrich von Kleists Amphitryon (Bühnenbild: Aillaud; mit Lampe und Sander). Bantam, ein Theaterstück seines Malerfreundes und Ausstatters Arroyo, brachte Grüber Anfang Februar 1982 am Münchener Residenztheater heraus, wobei seine anderen ständigen Partner Aillaud und Recalcati für Bühne und Kostüme verantwortlich zeichneten (Musik: Carpi; u. a. mit Heinz Bennent, Nicole Heesters, David Bennent, Karl Lieffen, Heinz Werner Kraehkamp). In Frankfurt machten sich Grüber und Minetti 1987 erneut an Das letzte Band, das sie 1973 in Bremen erstmals zusammengeführt hatte.
In den späten 1970er Jahren begann Grüber, seine Arbeit ins europäische Ausland zu verlagern. So gestaltete er 1975 einen viel beachteten Faust Salpetrière (Bühnenbild/Kostüme: Aillaud, Arroyo) in der Chapelle Saint Louis, wo Goethes Stück als assoziatives Stationendrama herauskam und sowohl irritierte Besucher wie auch ratlose Rezensenten zurückließ. 1977 führte Grüber Regie bei Fernando Arrabals Der Architekt und der Kaiser von Assyrien in Barcelona (Bühne und Kostüme: Arroyo). Einmal noch kehrte Grüber zu seinen Anfängen zurück, als er 1984 am Mailänder Piccolo Teatro Heimweh von Franz Jung inszenierte (Bühnenbild: Arroyo; Kostüme: Renata Bulgheroni; Musik: Carpi; mit Raf Vallone, Delia Boccardo und Lino Troisi) sowie 1988 mit La medesima strada, einer Textcollage aus Fragmenten von Sophokles sowie der Vorsokratiker Heraklit, Parmenides und Empedokles (Bühne: Aillaud; Kostüme: Aillaud, Bulgheroni; Musik: Carpi; u. a. mit Winkler, Tino Carraro, Lino Troisi, Raf Vallone).
1984 debütierte Grüber an der Comédie-Française, wo er seine Version von Jean Racines Bérénice (Bühnenbild: Aillaud; Kostüme: Niefind; mit Ludmila Mikael, Catherine Samie, Richard Fontana, Roland Bertin u. a.) vorstellte. Im Sommer 1986 war Grüber erstmals für die Salzburger Festspiele tätig, als er in der dortigen Felsenreitschule Prometheus, gefesselt (von Peter Handke nach Der gefesselte Prometheus von Aischylos; Bühnenbild und Kostüme: Recalcati; mit Ganz, Winkler, Simonischek, Samel u. a.) inszenierte. Im Dezember desselben Jahres bejubelte man in Paris die Hauptdarstellerin Jeanne Moreau in Grübers Regie bei Le récit de la servante Zerline von Hermann Broch (aus dessen Roman Die Schuldlosen; Bühnenbild und Kostüme: Biras). Diese für ihre große Intensität und Konzentration gelobte Arbeit wurde zu zahlreichen Gastspielen eingeladen. Die Erzählung wurde in den folgenden Jahren von zahlreichen europäischen Schauspielern in den jeweiligen Ländern aufgeführt.
1989, zur 200-Jahr-Feier der Französischen Revolution, erarbeitete Grüber eine düstere Vision von Georg Büchners La mort de Danton (Dantons Tod) für Nanterre. Im Frühjahr 2001 inszenierte Grüber erstmals im Wiener Akademietheater sowie erstmals auch ein Stück von Bernard-Marie Koltès, Roberto Zucco (Bühnenbild: Recalcati; Titelrolle: August Diehl). Im Mai 2003 arbeitete Grüber dann am Wiener Burgtheater zum ersten Mal mit dem Maler Anselm Kiefer zusammen, der für den von Handke übersetzten Ödipus auf Kolonos des Sophokles Bühnenbild und Kostüme entwarf (mit Ganz, Sander, Diehl, Birgit Minichmayr, Branko Samarovski, Johann Adam Oest, Martin Schwab, Mareike Sedl u. a.).
Für die Inszenierung von Adamovs Off Limits arbeitete er zum ersten Mal mit dem (damals exil-)spanischen Maler Eduardo Arroyo zusammen, für diesen seinerzeit die erste bühnenbildnerische Tätigkeit. Die damals begonnene Kooperation dauert an bis zu Grübers Tod – zuletzt bei Wolfgang Amadeus Mozarts Don Giovanni – ebenso wie jene mit den bildenden Künstlern Gilles Aillaud (seit 1974) und Antonio Recalcati (seit 1975). Diese Künstler – wie dann auch 2003 am Burgtheater Anselm Kiefer bei Ödipus in Kolonos – lieferten ihrem Regisseur keine schlichten Stückinterpretationen, sondern schufen mächtige Bildentwürfe und Bühnenlandschaften, deren Bedeutungen nicht auf Anhieb zu entschlüsseln waren.

## Oper
Als Regieassistent Strehlers kam Grüber bald auch mit der Welt der Oper in Berührung. 1965 assistierte er in Salzburg bei Strehlers Version von Wolfgang Amadeus Mozarts Die Entführung aus dem Serail.

### Die Anfänge
Seine erste eigene Opernregie führte Grüber 1971 in Bremen bei Alban Bergs Wozzeck. 1972 folgte Georg Friedrich Händels Giulio Cesare in Egitto, ebenfalls noch in Bremen. 1974 führte Grübers Weg an die Oper Frankfurt. Dort inszenierte er Béla Bartóks Herzog Blaubarts Burg und Arnold Schönbergs Erwartung (mit Anja Silja; Dirigent: Christoph von Dohnányi).

### Wagner
Stark war die Verwunderung im Dezember 1976 bei Richard Wagners Die Walküre gewesen, die Grüber an der damals von Rolf Liebermann geleiteten Pariser Oper, dem Palais Garnier, vorstellte (Bühnenbild: Arroyo, Kostüme: Moidele Bickel). Die Verblüffung entstand dadurch, dass sich Grüber weder für eine damals moderne – etwa bei Luca Ronconi oder Patrice Chéreau zu sehende – politische, kapitalismuskritische Variante, noch für eine neu-romantische Sicht entschied. Vielmehr konzentrierte er sich auf das Mythische, bei ihm trug man weder Frack oder Smoking, noch einen SS-Ledermantel oder ein Business-Kostüm, die Personen waren vielmehr durch ihre Geschichte gezeichnet, mit großen Helmen ausgestattet, die an Wagner-Aufführungen des 19. Jahrhunderts erinnerten, die Kostüme schienen schwer, und Siegfried hatte auf dem Kopf einen Wolfsschädel. Die Bühnenlandschaft war von großen, steilen Bergen aus Sandsäcken dominiert, die von künstlichen Gämsen und Hirschen bevölkert waren. Dirigent der Aufführung war Sir Georg Solti.
Grübers Walküre war Teil eines Konzepts für die gesamte Ring-Tetralogie, welche Grüber zusammen mit Peter Stein ursprünglich für die Bayreuther Festspiele entwickelt hatte. Das Projekt sollte dann an der Pariser Oper realisiert werden, aber nach Peter Steins Inszenierung von Das Rheingold und Grübers Walküre konnte dies wegen Geldmangels nicht mehr komplettiert werden und blieb somit ein Torso. Beide Regisseure gestalteten noch weitere Werke Wagners, aber nie mehr den Ring.

### 1980er und 1990er Jahre
So inszenierte Grüber in den 1980er Jahren Wagners Tannhäuser in Florenz in den von Carlo Tommasi rekonstruierten Bühnenbildern der Uraufführung sowie den Parsifal in Amsterdam, der dann ebenfalls in Florenz, Paris, Brüssel, Madrid und zuletzt in London und in Strassburg aufgeführt wurde.
Ebenfalls in die 1980er Jahre fällt Grübers Arbeit an Gioachino Rossinis La Cenerentola für das Pariser Theatre Chatelet. Weitere Operninszenierungen waren in den 1990ern Leoš Janáčeks Z Mrtvého Domu (1992) (Bühnenbild: Arroyo; Dirigent: Claudio Abbado) sowie Tristan und Isolde (Bühne Arroyo; Dirigent Abbado) für die Salzburger Festspiele, La traviata von Giuseppe Verdi am Théâtre du Châtelet in Paris (Dirigent: Antonio Pappano), Erwartung in Brüssel (wieder mit Anja Silja), Otello und Aida in Amsterdam, L’incoronazione di Poppea für das Festival von Aix-en-Provence und Il ritorno d’Ulisse in patria am Opernhaus Zürich (Dirigent: Nikolaus Harnoncourt) Idomeneo von Mozart (Dirigent Christoph von Dohnanyi), Katarina Ismailowa von Schostakowitsch und Die Sache Makropulos von Janáček (Dirigent Philippe Jordan) am Opernhaus Zürich.

### 2003 bis 2005
2003 realisierte Grüber zusammen mit dem Dirigenten Pierre Boulez – mit dem er schon in Bayreuth den dann abgesagten Ring erarbeiten sollte – einen dreiteiligen Abend aus Manuel de Fallas El retablo de Maese Pedro, Igor Strawinskys Le Renard sowie Arnold Schönbergs Pierrot Lunaire (mit Silja). Diese Produktion (Bühnenbild: für de Falla und Strawinsky Maselli; für Schönberg Aillaud) wurde auch in Luxemburg sowie bei den Wiener Festwochen aufgeführt.
Mit Anselm Kiefer als Ausstatter erarbeitete Grüber eine viel gepriesene Version von Richard Strauss’ Elektra für das Teatro San Carlo von Neapel. In Wien gestaltete Grüber im Juni 2005 eine szenische Version Tagebuch eines Verschollenen von Janáček (Mitarbeit Ellen Hammer, Bühnenbild Aillaud, Kostüme Eva Dessecker, Licht Werner Chalubinski; mit Angela Winkler, Peter Straka, Lorena Espina; Klavier: Markus Hinterhäuser).
Grübers Inszenierung von Mussorgskis Boris Godunow hatte am 18. April 2006 im Theatre royal de la monnaie Premiere (Regiemitarbeit: Hammer; Bühnenbild: Arroyo; Kostüme: Sabounghi; Licht: Dominique Borrini; Choreographie: Giuseppe Frigeni; Dirigent: Kazushi Ōno). Dazu in der F.A.Z.:

„Zar Boris droht, von der Glatze bis zur kleinen Zehe in Blattgold getaucht, an seinem Glanz fast zu ersticken. Die Insignien der Herrschaft, die er ungeschickt mit sich herumtragen muss, sorgen dafür, dass er keine Hand mehr frei hat zum Handeln. Dass der Sinn solcher Bilder sich nicht überall restlos auflösen lässt, sie manchmal kryptisch und idiosynkratisch in sich verharren, macht sie nicht weniger beredt. Ins Dekorative kippt Grübers erlesener Ästhetizismus jedenfalls an keiner Stelle. Das Bild, das er von Russland zeichnet, ist das eines ganz und gar disparaten Landes, vorgerführt in drastischen Tableaus, wie sie dem dramaturgischen Prinzip dieser Oper genau entsprechen […].“

## Film
Grüber drehte als Regisseur einen einzigen Film, nämlich Fermata Etna (Buch: Bernard Pautrat, Grüber; Kamera: Tonino Nardi; Schnitt: Roberto Perpignani; Darsteller: Bruno Ganz, Gabriella Saitta).
In dem Film Die Liebenden von Pont-Neuf (Les Amants du Pont Neuf) von Leos Carax aus dem Jahr 1991 spielte Grüber – neben Juliette Binoche und Denis Lavant – den älteren Clochard Hans. Auf die Frage, weshalb er Grüber eingesetzt habe, meinte Carax: „Ich habe ihn kennengelernt, und er sowie sein Gesicht schienen mir passend. Ich mische gerne Schauspieler mit Nicht-Schauspielern.“ (Carax am 24. Juni 2005 bei einem Publikumsgespräch anlässlich einer Viennale-Retrospektive in Wien, Gartenbau-Kino).

## Charakteristika und Trivia
Kennzeichnend für Grübers Arbeiten war, dass er sich fern von Theater- oder Bühnenklischees bewegte – weil er diese aufbrach und/oder zerstörte. Größte Komplexität vermochte jederzeit und ohne Vorwarnung in größte Einfachheit umzuschlagen sowie umgekehrt. Oberflächliche Effekte oder (tages-)politische Anspielungen, gleich welcher Natur, waren diesem Philosophen unter den Theaterregisseuren fremd sowie zuwider. Grübers Inszenierungen befriedigten die Zuschauer weniger als dass sie das Publikum mit Fragen belasteten, die sich sehr oft aus einer fehlenden Eindeutigkeit ergab. Selbst jenen Inszenierungen Grübers, denen bescheinigt wurde, nicht vollkommen geglückt bzw. gescheitert zu sein, eignete noch ein hohes Maß an Faszination. Dabei halfen ihm nicht zuletzt die Bühnenwelten, die ihm seine Malerfreunde anfertigten, und die wenig zu tun hatten mit dem, was sonst landläufig als Bühnenbild verstanden wird: Ein Übermaß an Poesie war wichtiger als jegliche Interpretation mit dem Zeigefinger. Exquisites Licht, durchaus auch sehr sparsam eingesetzt, durchflutete die Räume Grübers, diese Methode hatte er von seinem Lehrer Giorgio Strehler gelernt.
Vieles unterschied Grüber von seinen inszenierenden Kollegen. Zunächst waren seine Probenzeiten – die nie vor zwölf Uhr mittags begannen – sehr knapp kalkuliert und überschritten selten sechs Wochen. Die Zusammenarbeit mit Dramaturgen war reduziert, etwaige Strichfassungen wurden von ihm nicht akzeptiert, sondern mussten erst während der Proben gemeinsam erarbeitet werden. Dabei zeigte Grüber oft eine Vorliebe für gänzlich ungestrichene Texte (darunter auch den sechs Stunden dauernden Berliner Hamlet). Bei Ödipus in Kolonos 2003 am Wiener Burgtheater geriet dies zuletzt zum Problem, die Inszenierung erschien, als sie herauskam, unfertig und nicht ganz ausgearbeitet, und die Schauspieler wiederum waren mit den Textmassen schlicht überfordert und wirkten erschöpft. Diese Inszenierung wurde nach Aufführungen im Mai und Juni auf Eis gelegt, und im Dezember 2003 kam Grüber noch einmal zu Proben nach Wien. In der Folge fand diese aufgefrischte Version großen Beifall beim Publikum und wurde mehrere Monate lang gezeigt.
Auch Leseproben oder langen Konzeptionsgesprächen mit Schauspielern und dem Leitungsteam verweigerte sich Grüber. Hinzu kam, dass Grüber seinen Schauspielern große Freiheiten einräumte, die von manchen wiederum als Alleingelassensein empfunden wurde. Zahlreiche seiner Darsteller – etwa Jeanne Moreau oder die Opernsänger Anja Silja und Peter Hofmann – waren von Grübers kargen Äußerungen überrascht und irritiert. Mit einem Regisseur, der beobachtet, um später eventuell zu kommentieren, waren sie bis dahin noch nicht konfrontiert gewesen. Grüber selbst gab an, kein dirigistischer Regisseur, sondern der erste Zuschauer sein zu wollen. Wichtig war Grüber auch der intime Kontakt zu den Schauspielern oder Sängern, er berührte sie, um sie zu führen, stand während der Probe direkt mit ihnen auf der Bühne und begleitete sie mit Gesten und Blicken.
Interviews mit Grüber liegen – mit einer Ausnahme, 1984 in Libération – nicht vor, entsprechende Anfragen blieben unbeantwortet. Er weigere sich grundsätzlich, wurde Grüber im selben Jahr in einem anderen Zusammenhang zitiert, über seine Arbeit zu sprechen. Allerdings gelang dem österreichischen Radiojournalisten Volkmar Parschalk doch ein Gespräch – vor der Premiere zu Janáčeks Aus einem Totenhaus – indem er sich dem Regisseur im Zuschauerraum des Salzburger Großen Festspielhauses näherte und in ein Gespräch verwickelte, das während der späteren Live-Übertragung ausgestrahlt wurde (dabei bemerkte man auch deutlich Grübers badischen Dialekt).
Grüber lebte viele Jahre mit der beim Pariser Festival d’automne beschäftigten Marie Collin zusammen und besaß Wohnungen in Paris, Zürich und Belle-Île-en-Mer.

## Auszeichnungen
- Ritter der französischen Ehrenlegion
- Kommandeur des Ordre des Arts et des Lettres
- Mitglied der Akademie der Künste in Berlin
- Konrad-Wolf-Preis (2000)

## Dokumentation
- L 'Homme de Passage – Der Regisseur Klaus-Michael Grüber. Dokumentation, Deutschland, 1999, 75 Min., Regie: Christoph Rüter. * Inhaltsangabe bei Christoph Rüter Filmproduktion